# Dentimargo alchymista
Dentimargo alchymista is een slakkensoort uit de familie van de Marginellidae. De wetenschappelijke naam van de soort is voor het eerst geldig gepubliceerd in 1903 door Melvill & Standen.